# Председнички избори у САД 1860.
Председнички избори у Сједињеним Државама 1860. били су 19. четворогодишњи председнички избори, одржани у уторак, 6. новембра 1860. У четворосмерном такмичењу, Абрахам Линколн и Ханибал Хамлин Републиканске странке су били одсутни са гласачког листића у десет ропских држава. Они су освојили релативну већину, а већину на северу где су савезне државе већ укинуле ропство, и националну изборну већину која се састоји само од северних електорских гласова. Линколнов избор је тако послужио као главни катализатор држава које ће постати Конфедерација која се отцепљује од Уније. Ово је био први пут да је републиканац изабран за председника. То је такође био први пут да су два кандидата била из исте државе, и један од само два пута (други је био 1920) када та држава није била Њујорк.
Сједињене Државе су постале све више подељене током 1850-их, првенствено због ширења ропства на западне територије. Актуелни председник Џејмс Бјукенaн, као и његов претходник Френклин Пирс, био је северни демократа са јужњачким симпатијама. Бјукенaн је такође чврсто обећао да неће тражити реизбор. Од средине 1850-их, Републиканска партија против ропства постала је главна политичка снага, вођена противљењем бирача севера Закону Канзас-Небраска и одлуком Врховног суда из 1857. у предмету Дред Скот против Сандфорда. Од избора 1856. Републиканска партија је заменила угашену Виговску партију као главну опозицију демократама. Група бивших виговаца и Не знају ништа формирала је Партију уставне уније, која је настојала да избегне нејединство решавајући поделе око ропства неким новим компромисом.
Републиканска национална конвенција из 1860. године у Чикагу номиновала је Абрахама Линколна, умереног бившег представника виговаца из Илиноиса са једним мандатом. Његова платформа је обећавала да се неће мешати у ропство на југу, али се противила проширењу ропства на територије. Демократска национална конвенција из 1860. прекинута је у Чарлстону, у Јужној Каролини, без договора о кандидату, али је друга конвенција у Балтимору, Мериленд, номиновала сенатора из Илиноиса Стивена А. Дагласа. Дагласова подршка концепту народног суверенитета, који је позивао насељенике сваке територије да локално одлучују о статусу ропства, отуђила је многе радикалне јужне демократе за ропство, који су желели да територије, а можда и друге земље, буду отворене за ропство. Уз подршку председника Бјукенана, јужне демократе су одржале сопствену конвенцију, номинујући потпредседника Џона К. Брекинриџа из Кентакија. Конвенција Уставне уније из 1860. номиновала је карту коју је предводио бивши сенатор Тенесија Џон Бел.
Линколнов главни противник на северу био је Даглас, који је победио на изборима у две државе, Мисурију и Њу Џерзију. Даглас је био једини кандидат на изборима 1860. који је освојио електорске гласове иу слободним и у ропским државама. На југу, Бел је победио у три државе, а Брекинриџ је победио преосталих 11. Линколнов избор мотивисао је седам јужних држава, које су све гласале за Брекинриџа, да се отцепе пре инаугурације у марту. Амерички грађански рат почео је мање од два месеца након Линколнове инаугурације, битком код Форт Самтера; након тога су се отцепиле још четири државе. Линколн ће поново победити на председничким изборима у Сједињеним Државама 1864. Избори су били први од шест узастопних победа републиканаца. Упркос Линколновој командној победи, ово су били први избори у америчкој историји на којима победник није успео да победи у свом матичном округу, а Линколн је за длаку изгубио округ Сангамон од Дагласа.